# Lydia Lamaison
Lydia Lamaison (5 augustus 1914 - 20 februari 2012) was een Argentijnse actrice, wier carrière meer dan 7 decennia overspande.

## Levensloop en carrière
Lamaison begon haar filmcarrière in 1939 in Alas de mi Patria. In 1959 speelde ze mee in La Caída. Deze film won een prijs op het Filmfestival van Berlijn. Een jaar later speelde ze in Fin de Fiesta. Op 90-jarige leeftijd speelde Lamaison nog in La puta y la ballena.
Lamaison overleed in 2012 op bijna 98-jarige leeftijd.